# Самойлов, Виктор Павлович
Виктор Павлович Самойлов (28 октября 1931, Москва — 1971) — советский футболист, полузащитник, тренер. Мастер спорта СССР.

## Биография
Воспитанник футбольной школы «Шахтер» Москва.
Играл в классе «А» (1952, 1955—1959) и классе «Б» (1953—1954, 1959—1963) за клубы «Шахтёр» Сталино (1952—1955, 1957—1959), «Торпедо» Москва (1956), «Локомотив» Сталино (1959), «Шинник» Ярославль (1960—1963). В чемпионате СССР провёл 68 игр, забил три гола.
Тренер «Труда» Ногинск, старший тренер «Трудовых резервов» Курск (1965), тренер «Шинника» (1966—1967), старший тренер «Металлурга» Череповец (1970). Начальник команды «Спартак» Петрозаводск.